# Кристенсен, Эспен
Эспен Хеггли Кристенсен (норв. Espen Heggli Christensen; род. 17 июня, 1985, Ставангер, Норвегия) — норвежский гандболист, выступает на позиции вратаря за шведский клуб «Кристианстад». Выступал за сборную Норвегии, с которой стал серебряным призёром чемпионата мира 2017 и 2019 года.

## Карьера

### Клубная
Кристенсен начал свою карьеру в Норвегии в ГК Сола и Ставангер Гандбол. 2006 год последовал переход в Хеймдал ГК в Тронхейм. Во время обучения в университете Лунда он играл с 2008 года за шведский клуб Н 43 Лунд. 
В 2012 году Кристенсен переехал в ГК ЛУГИ в рамках шведской Elitserien, а в 2015 году - в Данию в ГОГ Свендборг. С сезона 2017/18 он выступает в немецуом чемпионате за ГВД Минден.

### В сборной
В сборной он дебютировал 19 июля 2012 года. В 2017 году стал вице-чемпионом мира. Через два года на площадках Дании и Германии повторил успех, вновь завоевав серебряные медали. Ранее Кристенсен играл на чемпионате Европы 2016 года (4-е место). За сборную Норвегии Эспен Кристенсен сыграл 98 матчей и забил 2 гола .

## Титулы
- Серебряный призёр чемпионата мира: 2017;
- Серебряный призёр чемпионата мира: 2019.

## Статистика
Статистика Эспена Кристенсена в сезоне 2018/19 указана на 30.01.2019
| Сезон   | Клуб   | Лига       | Матчи | Голы   | Голы   | Голы  |
| Сезон   | Клуб   | Лига       | Матчи | С игры | 7-метр | Всего |
| ------- | ------ | ---------- | ----- | ------ | ------ | ----- |
| 2017/18 | Минден | Бундеслига | 33    | 2      | 0      | 2     |
| 2018/19 | Минден | Бундеслига | 19    | 4      | 0      | 4     |